# Патриша Макдоналд
Патриша Макдоналд (на английски: Patricia MacDonald) е американска журналистка и писателка на произведения в жанра трилър и криминален роман.

## Биография и творчество
Патриша Дж. Макдоналд е родена на 1 август 1949 г. в Гринуич, Кънектикът, САЩ. Следва журналистика и получава магистърска степен от Бостънския университет. След дипломирането си работи към различни списания, вариращи от медицински списания до списания за жени, както и като редакторка на книги. Омъжва се за писателя и продавач на книги в жанра на трилъра и хоръра във Филаделфия, Арт Буржо, с когото имат дъщеря.
Първият ѝ роман „Изкуплението“ е издаден през 1981 г. В историята младата Маги Фрейзър е погрешно осъдена на дванадесет години затвор за убийството на своя любовник, а след освобождаването си работи за вестник на тих остров край бреговете на Нова Англия и намира нов живот, докато кошмарът не започва отново. Книгата става бестселър и е номинирана за наградата „Едгар“. През 2007 г. романът е екранизиран във филма „Виновният непознат“ с участието на Ан Кайон и Томас Жуане. Филмът е първият от поредица екранизации на произведенията ѝ във френски филми и сериали.
Следващият ѝ роман „Непознат в къщата“ от 1983 г. е екранизиран през 1990 г. в едноименния филм с участието на Терънс Стамп.
Романът ѝ „Таен обожател“ от 1995 г. печели литературната награда на филмовия фестивал в Довил през 1997 г. във Франция, където книгите ѝ винаги са бестселъри. Удостоена е и с наградата за литература на Международния форум за кино и литература в Монако.
Романите ѝ са популярни със сюжетите си, които са съсредоточени върху семейния живот в малки градчета и селски райони, и се разплитат по опустошителен и ужасяващ начин. Те са издадени в над 2 милиона копия по света.
Патриша Макдоналд живее със семейството си в Кейп Мей, Ню Джърси.

## Произведения

### Самостоятелни романи
- The Unforgiven (1981)[1][2][3][4]
- Stranger in the House (1983)
- Little Sister (1986)
- No Way Home (1989)
Фатално отклонение, изд.: ИК „Петър Берон“, София (2000), прев. Иванка Томова
- Mother's Day (1994)
- Secret Admirer (1995)
Таен обожател, изд.: ИК „Петър Берон“, София (2000), прев. Иванка Томова
- Lost Innocents (1998)
- Not Guilty (2002)
- Suspicious Origin (2003)
- The Girl Next Door (2004)
- Married to a Stranger (2006)
- Stolen in the Night (2007)
- From Cradle to Grave (2010)
- Cast into Doubt (2010)
- Missing Child (2011)
- Sisters (2012)
- I See You (2014)
- Don't Believe a Word (2016)
- The Girl in the Woods (2018)
- Safe Haven (2018)

### Екранизации
- 1990 Stranger in the House – с Терънс Стамп[3]
- 1997 When Secrets Kill – тв филм, по Mother's Day, с Грегъри Харисън
- 2007 Le vrai coupable – тв филм, по Not guilty
- 2007 La forastera coupable – тв филм, по The Unforgiven
- 2007 Un admirateur secret – тв сериал, 2 епизода, по Secret Admirer
- 2007 Mort prématurée – тв филм, по Safe Haven, с Филип Бас
- 2015 J'ai épousé un inconnu – тв филм, по Married to a Stranger, с Филип Бас и Дебора Франсоа
- 2017 Le poids des mensonges – тв филм, по Missing Child, със Сара Мартинс
- 2018 Une mère sous influence – тв филм, по From Cradle to Grave, с Джули де Бона и Каролин Англад
- 2021 La fille dans les bois – тв филм, по The Girl in the Woods, с Антоан Дюлери и Каролина Юрчак